# Élections législatives de 1988 en Corse-du-Sud
Les élections législatives françaises de 1988 se déroulent les 5 et 12 juin 1988. Dans le département de la Corse-du-Sud, deux députés sont à élire dans le cadre de deux circonscriptions.

## Élus
| Circonscription | Député sortant        | Parti                 | Parti                 | Député élu ou réélu      | Parti | Parti    |
| --------------- | --------------------- | --------------------- | --------------------- | ------------------------ | ----- | -------- |
| 1re             | Scrutin proportionnel | Scrutin proportionnel | Scrutin proportionnel | José Rossi               |       | UDF (PR) |
| 2e              | Scrutin proportionnel | Scrutin proportionnel | Scrutin proportionnel | Jean-Paul de Rocca Serra |       | RPR      |

## Positionnement des partis
L'UDF et le RPR se présentent unis sous l'étiquette « Union du Rassemblement et du Centre » tandis que les candidats du Parti socialiste se rangent sous la bannière de la « Majorité présidentielle pour la France unie », slogan de la campagne présidentielle de François Mitterrand.

## Résultats

### Résultats à l'échelle du département
| Parti          | Parti                               | Premier tour | Premier tour | Second tour | Second tour | Sièges |
| Parti          | Parti                               | Voix         | %            | Voix        | %           | Sièges |
| -------------- | ----------------------------------- | ------------ | ------------ | ----------- | ----------- | ------ |
|                | Rassemblement pour la République    | 17 413       | 31,71        |             |             | 1      |
|                | Union pour la démocratie française  | 12 707       | 23,14        | 16 383      | 58,6        | 1      |
|                | Divers droite                       | 15           | 0,03         |             |             | 0      |
|                | Union du Rassemblement et du Centre | 30 135       | 54,88        | 16 383      | 58,6        | 2      |
|                |                                     |              |              |             |             |        |
|                | Mouvement des radicaux de gauche    | 7 859        | 14,31        | 11 573      | 41,4        | 0      |
|                | Parti socialiste                    | 6 029        | 10,98        |             |             | 8      |
|                | La France unie                      | 13 888       | 25,29        | 11 573      | 41,4        | 0      |
|                |                                     |              |              |             |             |        |
|                | Parti communiste français           | 7 228        | 13,16        |             |             | 0      |
|                | Extrême gauche                      | 2 212        | 4,03         | 0           |             |        |
|                | Front national                      | 1 451        | 2,64         | 0           |             |        |
|                |                                     |              |              |             |             |        |
| Inscrits       | Inscrits                            | 92 031       | 100,00       | 42 371      | 100,00      | 2      |
| Abstentions    | Abstentions                         | 35 192       | 38,24        | 13 613      | 32,13       |        |
| Votants        | Votants                             | 56 839       | 61,76        | 28 758      | 67,87       |        |
| Blancs et nuls | Blancs et nuls                      | 1 925        | 3,39         | 802         | 2,79        |        |
| Exprimés       | Exprimés                            | 54 914       | 96,61        | 27 956      | 97,21       |        |

### Résultats par circonscription

#### Première circonscription (Ajaccio)
| Candidat       | Candidat                | Parti                | Premier tour | Premier tour | Second tour | Second tour |  |
| Candidat       | Candidat                | Parti                | Voix         | %            | Voix        | %           |  |
| -------------- | ----------------------- | -------------------- | ------------ | ------------ | ----------- | ----------- |  |
|                | José Rossi élu          | UDF (PR) (URC)       | 12 707       | 48,73        | 16 383      | 58,6        |  |
|                | Nicolas Alfonsi sortant | MRG                  | 7 859        | 30,14        | 11 573      | 41,4        |  |
|                | Pierre Poggioli         | Extrême gauche (ANC) | 2 212        | 8,48         |             |             |  |
|                | Paul-Antoine Luciani    | PCF                  | 1 834        | 7,03         |             |             |  |
|                | Denis Celli             | FN                   | 1 451        | 5,56         |             |             |  |
|                | Michel Bordenave        | Divers droite        | 15           | 0,06         |             |             |  |
|                |                         |                      |              |              |             |             |  |
| Inscrits       | Inscrits                | Inscrits             | 42 315       | 100,00       | 42 371      | 100,00      |  |
| Abstentions    | Abstentions             | Abstentions          | 15 624       | 36,92        | 13 613      | 32,13       |  |
| Votants        | Votants                 | Votants              | 26 691       | 63,08        | 28 758      | 67,87       |  |
| Blancs et nuls | Blancs et nuls          | Blancs et nuls       | 613          | 2,3          | 802         | 2,79        |  |
| Exprimés       | Exprimés                | Exprimés             | 26 078       | 97,7         | 27 956      | 97,21       |  |

#### Deuxième circonscription (Sartène - Porto-Vecchio)
|                | Jean-Paul de Rocca Serra sortant réélu | RPR (URC)      | 17 413 | 60,39  |  |  |  |
|                | Toussaint Luciani                      | PS             | 6 029  | 20,91  |  |  |  |
|                | Dominique Bucchini                     | PCF            | 5 394  | 18,71  |  |  |  |
|                |                                        |                |        |        |  |  |  |
| Inscrits       | Inscrits                               | Inscrits       | 49 716 | 100,00 |  |  |  |
| Abstentions    | Abstentions                            | Abstentions    | 19 568 | 39,36  |  |  |  |
| Votants        | Votants                                | Votants        | 30 148 | 60,64  |  |  |  |
| Blancs et nuls | Blancs et nuls                         | Blancs et nuls | 1 312  | 4,35   |  |  |  |
| Exprimés       | Exprimés                               | Exprimés       | 28 836 | 95,65  |  |  |  |